# Arany Timi
Arany Timi, Tímea (Veszprém, 1999. március 4. –) magyar énekesnő, Az ének iskolája első évadjának, az X-Faktor nyolcadik évadjának és a A Dal 2020 résztvevője.

## Életútja
Nagyapja hegedűművész, nagymamája népdalénekes volt. 11 éves korától középiskolai tanulmányainak megkezdéséig több színházi darabban is szerepelt. Középiskolába a székesfehérvári Gorsium Gimnázium és Művészeti Szakgimnáziumba járt.
Az éneklés mellett érdekli a tánc és a színészet világa. Gyerekkorában több szerepben a veszprémi Pannon Várszínházban játszott.

## Énekesi pályafutása
2013-ban szerepelt a TV2 Az ének iskolája első évadában. A válógatón Christina Aguilera Hurt című dalát énekelte. Király Viktor osztályába kerülve az első adásban osztályelső címet kapott, így duettet énekelhetett "osztályfőnökével". A döntőben Nikával énekelhetett duettet.
Középiskolás évei alatt készült el első dala, az Until the Summer Lasts. Ebben az időszakban számos fellépési lehetőséget kapott, illetve dalait a Petőfi Rádió is játszotta. Több versenyen is részt vett:
- Ki Mit Tube
- Fehérvár Hangja (2015) – 3.hely
- Hanghullám (2017) – Legjobb női előadó
- Fehérvár Hangja (2017) – TOP 12[4]

Négy egymást követő évben győzött a Fejér Megyei Diáknapokon, és itt arany fokozatot szerzett. 2015-ben a "Fehérvár Hangja" verseny harmadik helyezettje lett. 2017-ben a "Hanghullám" című tehetségkutatón a "Legjobb női hang" díját kapta meg.
2018-ban az RTL Klub X-Faktor nyolcadik évadának válogatóján Bruno Mars That's What I Like című dalát adta elő, majd négy igennel jutott tovább a válogató következő körébe, a táborba. Csapatban és szólóban is sikerült meggyőznie Gáspár Lacit, aki a mentora lett. A mentorházban Demi Lovato Stone Cold című dalát adta elő, amely alapján egyenes ágon jutott be az élő műsorba. A negyedik adásban Tóth Gabival énekelt duettet. A versenyben negyedik lett.
2020-ban Hurrikán című saját szerzeményével bejutott a Duna TV A Dal című műsorának TOP 30-as mezőnyébe, de az első válogatón a nézők szavazatai alapján kiesett.

## Ismertebb dalai
- Until the Summer Lasts (saját szöveg)
- Hold Me Tonight
- Én ezt kérem
- A nyár varázsa (Until the Summer Lasts magyar verziója)
- Tökéletes verzió (2019. június 6.)
- Hurrikán (2019. december 20.)
- Aki voltam (2020)

## Színpadi szerepei
- Valahol Európában (veszprémi Pannon Várszínház)
- Dzsungel könyve
- Made in Hungária[1]
- Hotel Menthol
- Száll az ének
- Pretty Woman (Vivian)[6]
- Nyomorultak (Eponin)[7]
- Az Operaház fantomja (Christine Daaé)[7]
- Jégvarázs (Elsa)[7]